# Strobus griffithii
Strobus griffithii là một loài thực vật hạt trần trong họ Pinaceae. Loài này được Moldenke mô tả khoa học đầu tiên năm 1939.